# Traugott Geering
Traugott Geering (* 21. Februar 1859 in Basel; † 13. August 1932 ebenda) war ein Schweizer Ökonom und Historiker.

## Leben
Traugott Geering, Sohn des Vorstehers der apostolischen Gemeinde in Basel, studierte 1878–1882 Geschichte, Nationalökonomie und Philosophie in Basel, Leipzig und Berlin. 1882 promovierte er zum Dr. phil. 1885–1887 war er Stadtarchivar in Köln. 1887–1896 leitete er die Abteilung für Handelsstatistik beim Bund (Oberzolldirektion). 1896–1919 war er der erste hauptamtliche Sekretär der Basler Handelskammer. 1897 wurde er zudem Privatdozent an der Universität Basel. 
Geering veröffentlichte grundlegende Werke zur Nationalökonomie und zur Wirtschaftsgeschichte der Schweiz und erhielt 1932 aufgrund seiner wissenschaftlichen Verdienste von der Universität Basel die Ehrendoktorwürde.

## Schriften (Auswahl)
- Handel und Industrie der Stadt Basel. Zunftwesen und Wirtschaftsgeschichte bis zum Ende des XVII. Jahrhunderts, Basel 1886
- Die Handelspolitik der Schweiz am Ausgang des 19. Jahrhunderts, Berlin 1902
- Christoph Merian. 1800–1858. Gedenkschrift aus Anlass der 50-jährigen Wiederkehr seines Todestages,  Basel 1908
- Die Basler Bankfirma Ehinger und Cie. 1810–1910, Basel 1910
- Handel und Industrie der Schweiz unter dem Einfluss des Weltkrieges, Basel 1928
- (mit Rudolf Hotz) Wirtschaftskunde der Schweiz, Zürich 1929